# Biografielijst Nq

## Nqo
- Tschabalala Nqobizitha, bekend als Tschabi, (1984), Zimbabwaans veldrijder